# Portage (Pensilvania)
Portage es un borough ubicado en el condado de Cambria en el estado estadounidense de Pensilvania. En el año 2000 tenía una población de 2,837 habitantes y una densidad poblacional de 1,645.8 personas por km².

## Geografía
Portage se encuentra ubicado en las coordenadas 40°23′13″N 78°40′25″O / 40.38694, -78.67361.

## Demografía
Según la Oficina del Censo en 2000 los ingresos medios por hogar en la localidad eran de $24,548 y los ingresos medios por familia eran $34,539. Los hombres tenían unos ingresos medios de $24,957 frente a los $21,500 para las mujeres. La renta per cápita para la localidad era de $15,594. Alrededor del 18.3% de la población estaba por debajo del umbral de pobreza.